# 七色眼鏡のヒミツ
『七色眼鏡のヒミツ』（なないろめがねのヒミツ）は、nano.RIPEの4枚目のオリジナルアルバム。2015年4月8日にLantisから発売された。

## 概要
nano.RIPEのアルバムとしては前作『涙の落ちる速度』から1年3か月ぶりのリリースとなる。販売形態は初回限定盤（LACA-35481）・通常盤（LACA-15481）の2種リリースで、初回限定盤には「こたえあわせ」のPVと2015年1月3日にZepp DiverCityで開催された5th anniversary program Vol.1「4回転じゃ足りなくて5回転目に入る夜」の模様を収録したDVDが同梱されている。
「七色眼鏡」は、作詞担当きみコによる造語である。リード曲「こたえあわせ」の「鏡」からつながる「百色眼鏡」（万華鏡のこと）と、「有色透明」の虹の「七色」とをかけあわせてつむぎだされた。また、このアルバムはnano.RIPE過去曲のアンサーソング集となっており、聴けば、覗けば、「ヒミツ」が分かるということから、「七色眼鏡のヒミツ」と名付けた、ときみコが語っている。
nano.RIPEとしては、今回初めてアレンジャーを迎えてアルバム製作にあたった。クラムボンのミト、元センチメンタルバスの鈴木秋則、福富雅之が編曲参加している。
リードトラック「こたえあわせ」が、TBS系テレビ「王様のブランチ」4月・5月度エンディングテーマとなる。これは、nano.RIPEにとって初の情報ワイドバラエティ番組タイアップである。
アルバムジャケットは、児童文学書をイメージしてデザインされ、４人のメンバーがそれぞれキャラクターとして描かれている。ネコがきみコ（Vo/Gt）、小鹿がササキジュン(Gt)、カエルがアベノブユキ(Ba)、ドングリが青山友樹(Dr)である。

## 収録内容

### CD
1. こたえあわせ [4:41]
  - 作詞：きみコ　作曲：佐々木淳　編曲：ミト
  - テレビ情報番組『王様のブランチ』エンディングテーマ
2. 透明な世界 [4:33]
  - 作詞：きみコ　作曲：佐々木淳　編曲：nano.RIPE
  - テレビアニメ『グラスリップ』エンディングテーマ
3. スノードーム [4:11]
  - 作詞・作曲：きみコ　編曲：nano.RIPE
  - インディーズ時代のシングル『世界点』のカップリング曲を再録
  - 元ネタは、アレックス・シアラー「スノードーム」という本であるときみコが明かしている[7]。
4. ルーペ [5:59]
  - 作詞・作曲：きみコ　編曲：nano.RIPE
  - 伊藤かな恵に提供した楽曲のセルフカバー
5. ４分間 [4:00]
  - 作詞・作曲：きみコ　編曲：nano.RIPE
  - ４分間という曲名同様に、曲の長さもちょうど４分間である。
6. 神様 [5:57]
  - 作詞：きみコ　作曲：佐々木淳　編曲：福富雅之
7. アポロ [5:02]
  - 作詞・作曲：きみコ　編曲：福富雅之
8. パラレルワールド [3:59]
  - 作詞・作曲：きみコ　編曲：ミト・鈴木秋則
9. 絶対値 [3:56]
  - 作詞：きみコ　作曲：佐々木淳　編曲：nano.RIPE
10. 嘘と月 [4:18]
  - 作詞：きみコ　作曲：佐々木淳　編曲：nano.RIPE
11. ラルミー [4:05]
  - 作詞・作曲：きみコ　編曲：nano.RIPE
  - ラルミーは作詞のきみコがつくった造語で、“ラル”は英語で“lull”で“なだめる”とか“あやす”という意味。“ミー”は自分を意味する“me”。「自分の気持ちをなだめる」という意味[4]。
  - インディーズ時代のミニアルバム『時空フラスコ』より再録
12. ホタル [3:26]
  - 作詞・作曲：草野正宗　編曲：nano.RIPE
  - スピッツによる同楽曲のカバー
13. 空飛ぶクツ [4:28]
  - 作詞：きみコ　作曲：佐々木淳　編曲：nano.RIPE
  - 曲名はインディーズ時代のミニアルバム『空飛ぶクツ』に収録された「色彩」のアンサーソングであることから名付けられた[4]。
14. 有色透明 [3:32]
  - 作詞：きみコ　作曲：佐々木淳　編曲：nano.RIPE
  - 2014年同ツアーSEをボーカルアレンジ
  - ツアー冒頭SEにのせた朗読詩は、nano.RIPE きみコ オフィシャルブログに記録されている[8]。

### DVD
1. こたえあわせ(Music Video)
2. 5th anniversary program Vol.1「4回転じゃ足りなくて5回転目に入る夜」at Zepp DiverCity
  1. ナンバーゼロ
  2. 透明な世界
  3. 絶対値
  4. なないろびより
  5. スターチャート
  6. マリンスノー
  7. ツマビクヒトリ
  8. ゆきのせい
  9. 月花
  10. 夢の果て
  11. 細胞キオク (アコースティック)
  12. 面影ワープ (アコースティック)
  13. 影踏み (アコースティック)
  14. もしもの話
  15. リアルワールド
  16. 絵空事
  17. 世界点
  18. ハナノイロ
  19. フラッシュキーパー
  20. タキオン
  21. サクゴエ
  22. ノクチルカ
  23. パトリシア

## チャート
| チャート（2015年）                                 | 最高位 |
| -------------------------------------------------- | ------ |
| オリコン                                           | 26     |
| Billboard Japan Top Albums                         | 20     |
| Billboard Japan Top Independent Albums and Singles | 4      |